# Lothar von Richthofen
Lothar-Siegfried Freiherr von Richthofen (Breslavia, 27 de septiembre de 1894 - Hamburgo, 4 de julio de 1922) fue un piloto y as alemán de la Primera Guerra Mundial acreditado con 40 victorias durante la guerra. Era el hermano más joven del as de la aviación Manfred von Richthofen (el "Barón Rojo") y primo del mariscal de campo de la Luftwaffe Wolfram von Richthofen.
Tras comenzar la guerra como oficial de la caballería, Lothar fue transferido al servicio aéreo alemán del ejército (Luftstreitkräfte) en 1915, consiguiendo ser destinado a la Jasta 11 que mandaba su hermano Manfred. 
Lothar voló durante el período de la dominación alemana conocido como Abril Sangriento en 1917 y al comienzo de mayo había anotado ya 16 victorias. Cuando Manfred se iba de permiso, Lothar asumía el mando de la escuadrilla. Manfred consideraba a su hermano algo imprudente, describiéndolo como un "tirador" más que "cazador".
En la tarde del 7 de mayo, el Jasta 11 de Lothar se encontró cerca de Douai con once aviones británicos de la escuadrilla N.º 56 de la "élite", incluyendo al as inglés Albert Ball.
En una batalla encarnizada y debido a la falta de visibilidad, el avión se fue de su ruta. Lothar fue atacado por el as inglés Albert Ball. Durante el combate ambos aviones chocaron, cayendo el avión de Ball tras las líneas alemanas. Ball murió, pero Lothar sobrevivió y fue acreditado con la victoria aunque probablemente el avión inglés se haya desorientado y perdido el control.
Lothar empezó a volar inmediatamente, aumentando su cuenta a 23 derribos antes del 13 de mayo en que, mientras perseguía a un BE.2, el fuego antiaéreo lo hirió en la cadera y se estrelló. El 14 de mayo le concedieron la Pour le Mérite, pero sus lesiones lo dejaron fuera de combate durante cinco meses. Lo hirieron otra vez, gravemente, en marzo de 1918.
Lothar anotó su victoria final el 12 de agosto de 1918, volando un Fokker D.VII momentos antes de que lo hirieran una vez más. En vista de la cantidad de tiempo que pasó en el frente y en hospitales, era uno de los ases más eficientes, posiblemente aún más que su hermano Manfred.
Después de la guerra, voló como piloto comercial. El 4 de julio de 1922 murió en accidente del avión D1481 que cubría el trayecto de Berlín a Hamburgo, debido a un fallo del motor.